# 普拉多伦戈
普拉多伦戈，是西班牙卡斯蒂利亚-莱昂布尔戈斯省的一个市镇。总面积31平方公里，总人口1666人（2001年），人口密度54人/平方公里。